# Carpelimus demmeli
Carpelimus demmeli är en skalbaggsart som först beskrevs av Alexander Bierig 1935.  Carpelimus demmeli ingår i släktet Carpelimus och familjen kortvingar. Inga underarter finns listade i Catalogue of Life.